# Space Studies Institute
Le Space Studies Institute est un organisme américain sans but lucratif fondé en 1977 par le professeur Gerard O'Neill à l'Université de Princeton. Sa mission déclarée est d'« ouvrir les ressources énergétiques et matérielles de l'espace pour le bénéfice de l'homme dans notre vie » (« anglais : open the energy and material resources of space for human benefit within our lifetime »). Le président actuel est le professeur Freeman Dyson.[pas clair]
L'institut soutient les efforts d'exploration spatiale, la Colonisation de l'espace, l'Énergie solaire spatiale, l'Exploitation minière des astéroïdes ainsi que le tourisme spatial.
Il organise des cycles de conférences en anglais qui sont régulièrement diffusées sur internet.
En 2009, l'institut a déménagé à Mojave, en Californie, au plus près de la silicon valley spatiale.

## Recherches
L'Institut a parrainé des études de recherche sur plusieurs systèmes de transport pour le développement de l'espace. Leur premier programme concernait le développement de prototypes de systèmes de pilotage de masse.
Ils étudient également l'utilisation d'un véhicule de transfert orbital comme composant de la fabrication spatiale. D'autres domaines de recherche incluent la recherche d' astéroïdes troyens Terre-Soleil, une étude de conception d'une sonde polaire lunaire pour rechercher de l'eau et des substances volatiles utiles aux pôles de la Lune, et des études de réutilisation du réservoir externe de la navette spatiale. O'Neill a réalisé une étude sur un vaste habitat spatial nommé Island Three qui pourrait accueillir dix millions de personnes.